# Flugplatz Lecce-San Cataldo

i7
i11
i13
Der Flugplatz Lecce-San Cataldo (auch Lecce-Lepore; it. Aeroporto “Lepore” di Lecce-San Cataldo, ICAO-Code: LINL) befindet sich in der südostitalienischen Region Apulien, rund zehn Kilometer östlich der Stadtmitte von Lecce, nahe dem Adria-Badeort San Cataldo. Die Bezeichnung Lecce-San Cataldo dient der Abgrenzung von einigen anderen Flugplätzen in der Umgebung.

## Infrastruktur und Nutzung
Der auf dem Gebiet der Gemeinde Vernole gelegene Flugplatz verfügt über eine in Nord-Süd-Richtung verlaufende, rund 900 Meter lange und 45 Meter breite asphaltierte Start- und Landebahn (18/36). Östlich davon verlaufen Rollwege zum ganz im Nordosten gelegenen Vorfeld mit den dazugehörigen Abfertigungseinrichtungen. Genutzt wird der Flugplatz vorwiegend vom örtlichen  Luftsportverein und von der Allgemeinen Luftfahrt. Man bemüht sich um die Aufnahme des kommerziellen Luftverkehrs auf Nischenrouten an der Adria. Knapp 40 Kilometer nordwestlich befindet sich der internationale Flughafen Brindisi.

## Geschichte
Der Flugplatz wurde 1970 vom Aeroclub Lecce errichtet. Im Lauf der Zeit musste der Betrieb mehrmals eingestellt werden, unter anderem wegen  rechtlicher Probleme. 2002 übernahm das Unternehmen Fly Mediterraneo Srl den Flugplatz.

## Sonstiges
Von 1943 bis 1945 nutzten die Alliierten zahlreiche Flugfelder in Apulien für militärische Zwecke, darunter das Lecce Airfield, das weder mit dem heutigen Militärflugplatz Lecce-Galatina, noch mit dem zivilen Flugplatz Lecce-San Cataldo zu verwechseln ist. Das Lecce Airfield lag wie auch der heutige Flugplatz San Cataldo an der Provinzstraße 298, jedoch nur rund 5 Kilometer östlich der Stadtmitte von Lecce bei 40° 21′ 22″ N, 18° 13′ 58″ O. Die heutige Bezeichnung des Lecce Airfield ist Aviosuperficie Fondone Lecce (Rwy 15/33, 720 × 20 m).